# Stirn’s Geheimkamera
Der als „Stirn’s Geheimkamera“ nicht nur für detektivische, polizeiliche oder militärische Zwecke beworbene Fotoapparat, benannt nach dem Besitzer der Patentrechte, wurde ab etwa 1886 in den USA, Kanada und den deutschsprachigen Ländern vertrieben.

## Funktion
Das flache, runde, scheibenförmige, meist vernickelte Gehäuse aus Messing in zwei Größen von 15 und 18 cm Durchmesser enthält eine runde, drehbare Scheibe mit einer lichtempfindlichen Glasplatte. Es wurde an einem Band unter der Oberbekleidung getragen. Sein kleines, exzentrisch positioniertes Objektiv konnte unauffällig durch ein Knopfloch der Weste ragen. Mit einem Fadenzug wurde der Auslöser betätigt. An einem äußeren Knopf konnte man die Negativplatte nach jeder Aufnahme um 90 oder 60 Grad drehen, sodass insgesamt vier quadratische beziehungsweise sechs runde Negative von jeweils 38 mm Durchmesser belichtet werden konnten, bevor in der Dunkelkammer der Apparat zum Plattenwechsel geöffnet werden musste. Die mehrfach publizierten, an die Patentschrift angelehnten Funktionsbeschreibungen geben keine Auskunft über die Belichtungsdauer.

## Geschichte
Der deutsche Auswanderer Carl Paul Stirn hatte in New York einem Robert D. Gray (* 1857) das US-Patent einer „Concealed Vest Camera“ von 1886 abgekauft und zugleich als Deutsches Reichspatent 38391 auf seinen Namen angemeldet. C. Pauls Bruder Rudolf, ein seit 1874 in Bremen nachweisbarer Kaufmann und Fabrikant, erwarb die Europa-Konzession und begann 1886 in Hemelingen bei Bremen mit der Produktion, verlegte diese jedoch schon im folgenden Jahr nach Berlin. Dort stellte er Fotozubehör, auch andere Kameramodelle her (unter anderem America und Tourist) und führte ein „Special-Geschäft für Amateur-Photographie“. Vermutlich produzierte er auch die von seinem Bruder Carl Paul Stirn mit der Firma Stirn & Lyon in New York für den amerikanischen Markt vertriebenen Geräte. Angeblich wurden zwischen 1886 und 1888 15.000 Exemplare der Geheimkamera verkauft, ihr Preis lag 1887 bei 30 Reichsmark. Um 1898 ging der Betrieb an einen neuen Inhaber über.

## Exemplare in deutschen Museen
- Focke-Museum Bremen: Geheimkamera
- Deutsches Spionagemuseum Berlin: C.P. Stirns-Photographische Geheim-Camera.